# Torre Repsol-YPF

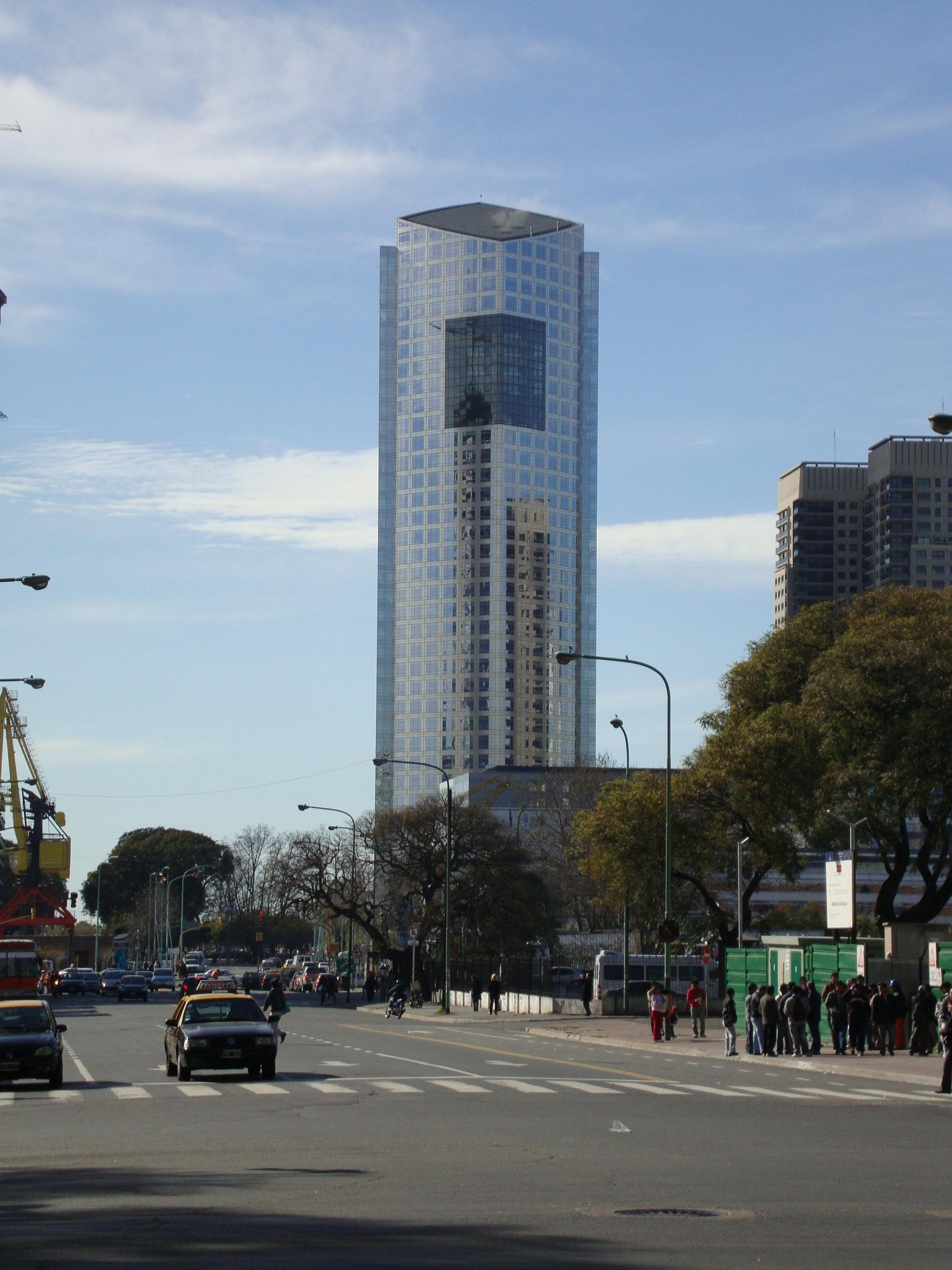
La Torre Repsol-YPF, siège argentin du groupe pétrolier éponyme.

La Torre Repsol-YPF est un gratte-ciel de Buenos Aires. Elle a été bâtie en 2008, mesure 160 mètres de hauteur et compte 36 étages.
La tour est l'œuvre du cabinet de César Pelli (1926-2019). Elle est faite de béton armé et d'acier inoxydable. Sa construction est contemporaine des Torres Renoir. Le coût total de cette tour s'élève à 815 millions d'euros.
L'édifice de bureaux abrite, entre autres sociétés, le siège argentin de la multinationale d'origine hispano-argentine Repsol YPF.
Le gratte-ciel est la 7e tour la plus élevée de la ville, après les deux Torres Mulieris (161 mètres, 45 étages), et devant la Torre Le Parc (158 mètres, 51 étages).